# Looc (Occidental Mindoro)
Looc ist eine philippinische Stadtgemeinde in der Provinz Occidental Mindoro. Sie hat 10.117 Einwohner (Zensus 1. August 2015). Die Stadtgemeinde umfasst die Osthälfte der Insel Lubang.

## Baranggays
Looc ist politisch in neun Baranggays unterteilt.
- Agkawayan
- Ambil
- Balikyas
- Bonbon (Pob.)
- Bulacan
- Burol
- Guitna (Pob.)
- Kanluran (Pob.)
- Talaotao